# الأرهاط
الأرهاط هي إحدى بلديات ولاية تيبازة الجزائرية.